# Forest of Dean

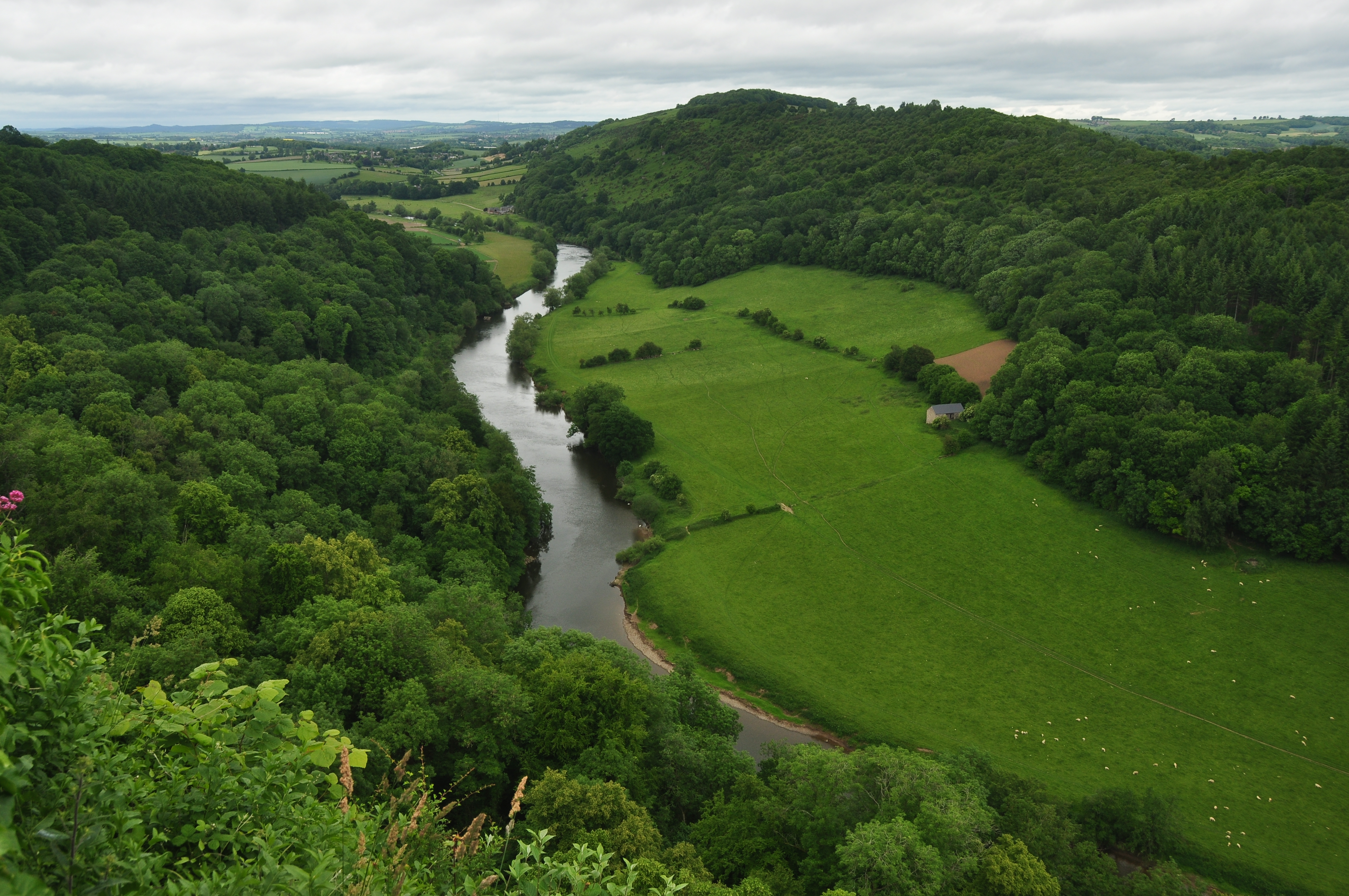
Forest of Dean

(Royal) Forest of Dean ist ein historisches Waldgebiet mit einer Ausdehnung von ca. 120 km² auf einer Berggruppe in der Grafschaft Gloucestershire im Westen von England.
Er befindet sich im Dreieck zwischen den Städten Gloucester, Monmouth und Chepstow nördlich des Flusses Severn und östlich des River Wye. An seinem Rand befinden sich die beiden kleinen Städtchen Coleford im Westen und Cinderford im Osten. Der Forst hat eine lange Geschichte. Eine Besiedlung konnte schon für vorgeschichtliche Zeit nachgewiesen werden, ebenso wie unter der römischen Besetzung Britanniens (Ruinen in Lydney Park). Unter den Angelsachsen wurde das Gebiet zu einem königlichen Jagdrevier, was es über Jahrhunderte blieb. Der Wald lieferte zudem (Eichen-)Holz für den englischen Schiffbau und Holzkohle. Heute besteht er hauptsächlich aus Laub-Mischwaldbeständen mit Eichen und vor allem Ahorn und dient zugleich als Freizeit- und Erholungsgebiet. Daneben gab und gibt es Kohle-, Eisen-, Marmor- und Ocker-Vorkommen. Die Kohle wurde und wird zum Teil heute noch auf Grund alter Privilegien von sogenannten selbständigen freien Bergleuten (Free Miners) abgebaut. An den Eisenerz- und Ockerabbau erinnert heute noch das Museumsbergwerk Clearwell Caves. Durch den südlichen Teil des seit 1938 als National Forest Park besonders geschützten Landschaftsgebiets führt von Lydney aus eine dampfbetriebene Museumsbahn. Der nordöstliche Teil hängt nicht mehr mit dem Kernwald zusammen und wird von Cinderford, Flaxley Abbey, Badminton und Mitcheldean umrahmt.
Im Jahr 2007 wurden in diesem Wald auch Szenen für die Serie Primeval – Rückkehr der Urzeitmonster gedreht. Im 7. Band von Harry Potter (Harry Potter und die Heiligtümer des Todes) spielen sich hier wichtige Handlungen ab, so etwa der Fund des Schwertes von Godric Gryffindor.